# Eddy Gragus
Eddy Gragus (né le 15 février 1968 à Boulder dans le Colorado) est un coureur cycliste américain. Professionnel de 1995 à 2002, il a été champion des États-Unis sur route en 1996.

## Biographie

### Carrière amateur
Eddy Gragus commence le cyclisme durant l'enseignement secondaire, à Tampa en Floride. En 1991, à 22 ans, il part en France et court en élite amateur en Europe. En 1994, il remporte le Tour de Yougoslavie.

### Carrière professionnelle
Eddy Gragus devient coureur professionnel en 1995 dans l'équipe Montgomery Bell, sous la direction de son ancien entraîneur Eddie Borysewicz. Durant sa première année, il gagne une étape du Tour de Pologne. Il y porte le maillot de leader jusqu'à l'avant-dernière étape, durant laquelle une chute le repousse à la dixième place du classement général. En 1996, l'équipe change de nom et devient l'US Postal. Gragus gagne cette année-là le champion des États-Unis sur route à Philadelphie, ainsi qu'une étape du Tour de Chine. En 1997, il participe au Tour d'Espagne.
En 1998, Eddy Gragus court dans l'équipe Oilme puis en 1999 pour Ikon-Lexus. Cette année-là, il remporte le classement du Saturn USPRO Tour, une série de quinze compétitions américaines réparties sur la saison,. En fin d'année, il fait partie de l'équipe américaine participant à la course en ligne des championnats du monde sur route.
Après avoir été membre de l'équipe Jelly Belly en 2000 et 2001, Eddy Gragus effectue sa dernière saison professionnelle en 2002 avec l'équipe Sierra Nevada-Cannondale.

## Palmarès
- 1994
  - Tour de Yougoslavie

- 1995
  - Prologue et 2e étape du Tour de la Willamette
  - 4e étape du Tour de Pologne

- 1996
  -  Champion des États-Unis sur route
  - Philadelphia International Championship
  - 10e étape de la Rutas de América

- 1997
  - 1re étape de la Redlands Bicycle Classic
  - 2e de la Cascade Classic

- 1999
  - 4e étape de la Coors Classic
  - 2e du CSC Invitational
  - 2e de la Killington Stage Race
  - 2e de la First Union Classic

- 2000
  - 3e étape de la Fitchburg Longsjo Classic
  - 2e de la Fitchburg Longsjo Classic

- 2001
  - 2e de la Sea Otter Classic

- 2003
  - Estes Cycling Challenge Colorado :
    - Classement général
    - Prologue et 2e étape